# 鈴木龍一
鈴木 龍一（すずき りゅういち、仏: Ruytchi Souzouki、1904年8月2日 - 1985年）は横浜市生まれの画家、装飾家、イラストレーター、石版画家、彫刻家、美術評論家。

## 生涯[2]
著名な画家である和田三造から絵画の手ほどきを受ける。1920年代、銀行員であった父のブラジル転勤に同行し、リオデジャネイロの芸術学校で美術の勉強を続けた。1920年代前半、当時ブラジルを訪れていた詩人のパウル・フォートが、鈴木の逞しい創造力に感銘を受け、パリに居を移すよう勧める。
「狂騒の20年代」最中のパリ・モンパルナスで、鈴木はパリ在住の日本人芸術家らと交流するようになる。中でも藤田嗣治は、後援者となる薩摩治郎八に鈴木を引き合わせ、また鈴木の肖像画も遺している。
1922年、マニュエル兄弟画廊にて初の個展を開く。この時のカタログには、美術評論家のアンドレ・サルモンが序文を寄せている。1923年からは、サロン・ドートムヌ、サロン・デ・ザンデパンダン、サロン・デ・テュイルリーで定期的に展覧会を開くようになる。特に、サロン・デ・ザンデパンダン では、1928年にDames à la Terrasse (テラスの婦人) 、1930年にPiano et Chant(ピアノと歌)  を展示した。
1936年、藤田を通じて、鈴木の絵画の一つがプラハ国立美術館に収蔵される。
鈴木の画風は、次第に比喩的なアヴァンギャルドの流れに影響されていった。また、エコール・ド・パリの画家たちと交流し、ジュール・パクサン、マックス・エルンストらと繋がりを持つようになる。魂（プシュケー）の表現を模索するうち、鈴木はシュルレアリスムの手法を支持するようになり、これは生涯にわたり彼の作品の主軸となると共に、オートマティスム（筋肉性自動作用）やコラージュに興味を抱かせる動機にもなった。
1939年、在フランス日本国大使館より表彰される。
第二次世界大戦後、サロン・ドートムヌ、サロン・デ・テュイルリー、サロン・デ・ザンデパンダンにて、さらなる作品を発表し、名を馳せた。知名度が上がった鈴木は、1954年にポール・ペトリデス画廊、ロマネ画廊で、シュルレアリスムのコラージュ作品を並べた個展を開く。また、雑誌ビザー（Bizarre）に寄稿するようになる。この頃の鈴木の表現手法は、大衆的な要素（報道、メロドラマ、犯罪小説）を盛り込んだことに特徴づけられる。ジュゼッペ・アルチンボルドの影響を受けつつ、マルティーヌ・キャロル、ブリジット・バルドーやマルセル・プルーストの肖像のコラージュを制作した。編集者エリック・ロスフェルドは、ブリジット・バルドーをモデルにした鈴木の絵画を集めて出版した（1960年、序文はジャック・スターンベルグ）。
その後、鈴木は次第に世間から疎遠になり、ムートン・デュヴェルネ通りのアトリエで独り表現手法の探求を続ける。
1973年には、ピエール・チェルニアの喜劇映画「レ・ギャスパー」で日本人観光客を演じ、1980年にパリ市から銀メダルを授与された。
1985年、顧みられず貧困のうちに死去し、パリ市ティエの墓地に集団埋葬された。鈴木の作品は、家の管理人によって回収され、1986年3月にオテル・ドゥルオにてオークションにかけられた。売れ残ったものは廃棄された。
2000年代になると、鈴木の作品が再評価されるようになる。ヴァロワ画廊（パリ、ニューヨーク）において、アンリ・エニューが企画した展覧会が開かれたほか、いくつかの作品が市場に出て買い取られた。画家のアルバート・メスキャムもまた鈴木の絵画を見出し、これらについて纏めた本を出版した。画廊主のフランソワ・ドゥノーランは2016年、鈴木の作品を再訪する展覧会を開催、ウェブサイトも開設した。
鈴木龍一は、同じくフランスに拠点を置いていた現代画家の鈴木良三と時に混同されることがある。そのため、龍一の作品のいくつかは良三のものとして分類されている。